# زالاسانتو
زالاسانتو (به مجاری:  Zalaszántó) یک منطقهٔ مسکونی در مجارستان است که در ناحیه کست‌هی واقع شده‌است.